# Cerkev svete Marjete, Kunšperk
Cerkev svete Marjete je nekdanja cerkev, ki je stala v naselju Kunšperk v Občini Bistrica ob Sotli. Danes so od nje ostale le ruševine.

## Zgodovina
Prva pisna omemba cerkve je iz leta 1545, čeprav se že takrat omenja, da je cerkev zelo stara. Upodobljena je tudi v Vischerjevi topografiji med gradovoma Cesargrad in Kunšperk. Zgrajena je bila na prazgodovinski naselbini. V cerkvi so nekoč kaplani iz Sv. Petra pod Svetimi gorami brali vremenske maše in so za to sprejemali zbrani mošt. Leta 1777 so bile te maše na pobudo oskrbnika Bizeljskega gradu prenesene k Cerkvi sv. Marije Magdalene v Orešje. Z odlokom Jožefa II. je bila zaprta. Danes je cerkev v razvalinah. Po ustnem izročilu so leta 1473 Turki cerkev izropali in požgali.
- Georg Matthäus Vischer, Kunšperk; v: Topographia Ducatus Stiriae, Gradec 1681. Cerkev sv. Marjete med dvema obmejnima gradovoma: Cesargradom na levi in Kunšperkom na desni, med njima reka Sotla, ki je tisoč let razmejevala Štajersko in Hrvaško. Pogled proti jugovzhodu.
- Vischerjeva upodobitev gradu Bizeljsko, s cerkvijo sv. Marjete zadaj desno. Pogled proti severu.